# Palamocladium trichophyllum
Palamocladium trichophyllum là một loài rêu trong họ Brachytheciaceae. Loài này được Sw. ex Hedw. Müll. Hal. mô tả khoa học đầu tiên năm 1896.